# Ruslan Zótov
Ruslan Viatxeslàvovitx Zótov (en rus: Руслан Вячеславович Зотов), (Txeliàbinsk) va ser un ciclista soviètic. El seu èxit més important fou el Campionat del Món en contrarellotge per equips de 1990.

## Palmarès
- 1990
  -  Campió del món en contrarellotge per equips (amb Oleksandr Markovnitxenko, Ígor Paténko i Oleh Halkin)